# Phyllotherme
En botanique, un phyllotherme est la somme des températures (degrés jours de croissance) séparant le dégainement de deux feuilles successives.